# Święciechowa (gromada)
Święciechowa – dawna gromada, czyli najmniejsza jednostka podziału terytorialnego Polskiej Rzeczypospolitej Ludowej w latach 1954–1972.
Gromady, z gromadzkimi radami narodowymi (GRN) jako organami władzy najniższego stopnia na wsi, funkcjonowały od reformy reorganizującej administrację wiejską przeprowadzonej jesienią 1954 do momentu ich zniesienia z dniem 1 stycznia 1973, tym samym wypierając organizację gminną w latach 1954–1972.
Gromadę Święciechowa z siedzibą GRN w Święciechowie utworzono – jako jedną z 8759 gromad na obszarze Polski – w powiecie leszczyńskim w woj. poznańskim, na mocy uchwały nr 28/54 WRN w Poznaniu z dnia 5 października 1954. W skład jednostki wszedł obszar dotychczasowej gromady Święciechowa (bez parceli Nr Nr kat. 456/1, 457/2, 458/2, 459/2, 460/3, 4 i 5 z karty Święciechowa) ze zniesionej gminy Święciechowa w tymże powiecie. Dla gromady ustalono 14 członków gromadzkiej rady narodowej.
1 stycznia 1960 do gromady Święciechowa włączono obszary zniesionych gromad Lasocice i Niechłód w tymże powiecie.
31 grudnia 1971 do gromady Święciechowa włączono miejscowości Gołanice i Krzycko Małe ze zniesionej gromady Krzycko Wielkie w tymże powiecie.
Gromada przetrwała do końca 1972 roku, czyli do kolejnej reformy gminnej. 1 stycznia 1973 w powiecie leszczyńskim reaktywowano gminę Święciechowa.